# لیان چان
لیان چان (چینی: 連戰؛ زادهٔ ۲۷ اوت ۱۹۳۶) یک سیاست‌مدار اهل تایوان که از ۲۷ فوریه ۱۹۹۳ تا ۳۱ اوت ۱۹۹۷ نخست‌وزیر این کشور بود.